# Nilssonia
Genre
Synonymes
- Isola Gray, 1873
- Aspideretes Hay, 1904

Nilssonia est un genre de tortues de la famille des Trionychidae.

## Répartition
Les cinq espèces de ce genre se rencontrent en Asie.

## Liste des espèces
Selon TFTSG (30 juin 2011) :
- Nilssonia formosa (Gray, 1869)
- Nilssonia gangetica (Cuvier, 1825)
- Nilssonia hurum (Gray, 1830)
- Nilssonia leithii (Gray, 1872)
- Nilssonia nigricans (Anderson, 1875)

## Publication originale
- Gray, 1872 : Notes on the mud-tortoises of India (Trionyx, Geoffroy). Annals and Magazine of Natural History, ser. 4, vol. 10, p. 326–340 (texte intégral).